# J-League de 2023
A J1-League de 2023 (2023 Meiji Yasuda Seimei J1 Rīgu por questões de patrocínio) foi a 31ª edição da liga de futebol japonesa profissional J-League. Teve início em 17 de fevereiro e se encerrou en 3 de dezembro de 2023. A competição teve como vencedor o Vissel Kobe, o qual conquistou o título pela primeira vez na história do clube.
O Yokohama FC foi o único clube rebaixado para a J2 League ao fim da temporada, dado o planejamento de expandir o número de clubes na liga de 18 para 20 clubes na temporada de 2024.

## Mudanças da temporada anterior
Dois clubes foram rebaixados para a J2 League na última temporada, sendo eles o Shimizu S-Pulse e o Júbilo Iwata, ambos da província de Shizuoka. Será a primeira temporada da primeira divisão profissional do Japão que não terá sequer um clube dessa província.
Os dois clubes que foram promovidos na temporada passada foram o Albirex Niigata, campeão da J2 League de 2022 que retorna após 5 anos a J1, e o Yokohama FC, vice-campeão da J2 League de 2022, que retorna a J1 após apenas uma temporada na segunda divisão.

## Participantes
| Clube               | Cidade    | Estádio                                     | Última temporada |
| ------------------- | --------- | ------------------------------------------- | ---------------- |
| Consadole Sapporo   | Sapporo   | Sapporo Dome Sapporo Atsubetsu Park Stadium | J1 (10º)         |
| Kashima Antlers     | Kashima   | Kashima Soccer Stadium                      | J1 (4º)          |
| Urawa Red Diamonds  | Saitama   | Saitama Stadium 2002                        | J1 (9º)          |
| Kashiwa Reysol      | Kashiwa   | Sankyo Frontier Kashiwa Stadium             | J1 (7º)          |
| FC Tokyo            | Tóquio    | Ajinomoto Stadium                           | J1 (6º)          |
| Kawasaki Frontale   | Kawasaki  | Todoroki Athletics Stadium                  | J1 (2º)          |
| Yokohama F. Marinos | Yokohama  | Nissan Stadium                              | J1 (Campeão)     |
| Yokohama FC         | Yokohama  | Estádio Nippatsu Mitsuzawa                  | J2 (2º)          |
| Shonan Bellmare     | Hiratsuka | Shonan BMW Stadium Hiratsuka                | J1 (12º)         |
| Albirex Niigata     | Niigata   | Estádio Big Swan                            | J2 (Campeão)     |
| Nagoya Grampus      | Nagoya    | Paloma Mizuho Stadium Toyota Sutajiamu      | J1 (8º)          |
| Kyoto Sanga         | Quioto    | Sanga Stadium by Kyocera                    | J1 (16º)         |
| Gamba Osaka         | Osaka     | Suita City Football Stadium                 | J1 (15º)         |
| Cerezo Osaka        | Osaka     | Estádio Yodoko Sakura                       | J1 (5º)          |
| Vissel Kobe         | Kobe      | Noevir Stadium Kobe                         | J1 (13º)         |
| Sanfrecce Hiroshima | Hiroshima | Edion Stadium Hiroshima                     | J1 (3º)          |
| Avispa Fukuoka      | Fukuoka   | Estádio Best Denki                          | J1 (14º)         |
| Sagan Tosu          | Tosu      | Ekimae Real Estate Stadium                  | J1 (11º)         |

### Técnicos, capitães, equipamentos e patrocínios
| Clube               | Treinador                                         | Capitão           | Equipamentos | Patrocinador principal            |
| ------------------- | ------------------------------------------------- | ----------------- | ------------ | --------------------------------- |
| Consadole Sapporo   | Mihailo Petrović (1ª—34ª)                         | Hiroki Miyazawa   | Mizuno       | Ishiya                            |
| Kashima Antlers     | Daiki Iwamasa (1ª—34ª)                            | Shoma Doi         | Nike         | LIXIL                             |
| Urawa Red Diamonds  | Maciej Skorża (1ª—34ª)                            | Hiroki Sakai      | Nike         | Polus Mitsubishi Heavy Industries |
| Kashiwa Reysol      | Nelsinho Baptista (1ª—13ª) Masami Ihara (14ª—34ª) | Taiyo Koga        | Yonex        | Hitachi                           |
| FC Tokyo            | Albert Puig (1ª—17ª) Peter Cklamovski (18ª—34ª)   | Masato Morishige  | New Balance  | Mixi                              |
| Kawasaki Frontale   | Toru Oniki (1ª—34ª)                               | Kento Tachibanada | Puma         | Fujitsu                           |
| Yokohama F. Marinos | Kevin Muscat (1ª—34ª)                             | Takuya Kida       | Adidas       | Nissan                            |
| Yokohama FC         | Shuhei Yomoda (1ª—34ª)                            | Gabriel           | Puma         | Onodera Group                     |
| Shonan Bellmare     | Satoshi Yamaguchi (1ª—34ª)                        | Kazuki Oiwa       | Penalty      |                                   |
| Albirex Niigata     | Rikizo Matsuhashi (1ª—34ª)                        | Yuto Horigome     | Adidas       | Kameda Seika                      |
| Nagoya Grampus      | Kenta Hasegawa (1ª—34ª)                           | Sho Inagaki       | Mizuno       | Toyota GR 86                      |
| Kyoto Sanga         | Cho Kwi-jae (1ª—34ª)                              | Temma Matsuda     | Puma         | Kyocera                           |
| Gamba Osaka         | Dani Poyatos (1ª—34ª)                             | Takashi Usami     | Hummel       | Panasonic                         |
| Cerezo Osaka        | Akio Kogiku (1ª—34ª)                              | Hiroshi Kiyotake  | Puma         | Yanmar                            |
| Vissel Kobe         | Takayuki Yoshida (1ª—34ª)                         | Hotaru Yamaguchi  | Asics        | Rakuten Mobile                    |
| Sanfrecce Hiroshima | Michael Skibbe (1ª—34ª)                           | Sho Sasaki        | Nike         | Edion                             |
| Avispa Fukuoka      | Shigetoshi Hasebe (1ª—34ª)                        | Tatsuki Nara      | Yonex        | Shin Nihon Seiyaku                |
| Sagan Tosu          | Kenta Kawai (1ª—34ª)                              | Naoyuki Fujita    | New Balance  | Kimura Information Technology     |

## Mudanças de técnicos
| Equipe             | Técnico demitido  | Motivo da demissão             | Dia em que saiu        | Posição em que deixou o clube | Técnico substituto | Dia em que assumiu o cargo |
| ------------------ | ----------------- | ------------------------------ | ---------------------- | ----------------------------- | ------------------ | -------------------------- |
| Urawa Red Diamonds | Ricardo Rodriguez | Renunciado                     | 5 de novembro de 2022  | Pré-temporada                 | Maciej Skorża      | 10 de novembro de 2022     |
| Gamba Osaka        | Hiroshi Matsuda   | Renunciado                     | 23 de novembro de 2022 | Pré-temporada                 | Dani Poyatos       | 23 de novembro de 2022     |
| Kashiwa Reysol     | Nelsinho Baptista | Demitido                       | 17 de maio de 2023     | 16º                           | Masami Ihara       | 17 de maio de 2023         |
| FC Tokyo           | Albert Puig       | Demitido                       | 14 de junho de 2023    | 12º                           | Takayoshi Amma     | 14 de junho de 2023        |
| FC Tokyo           | Takayoshi Amma    | Final do período como interino | 16 de junho de 2023    | 12º                           | Peter Cklamovski   | 16 de junho de 2023        |

## Jogadores estrangeiros
A partir da temporada 2021, não haverá restrições a um número de jogadores estrangeiros contratados, porém cada equipe terá o limite para registrar apenas 5 por jogo. Jogadores de países-parceiros da J-League (Tailândia, Vietnã, Myanmar, Malásia, Camboja, Singapura, Indonésia e Catar) estão isentos desta regra.
- Jogadores em negrito indica que foi registrado durante o período de transferências no meio da temporada.
- Jogadores em itálico indica que o jogador possui nacionalidade japonesa além da cidadania de um país filiado à FIFA, possui cidadania de algum dos países-parceiros da J-League ou está isento de ser considerado estrangeiro por ter nascido no Japão e estar matriculado ou formado em escolas do país.[14]

| Clube                      | Jogador 1         | Jogador 2      | Jogador 3         | Jogador 4          | Jogador 5           | Jogador 6                | Jogador 7          | Deixou o elenco                           |  |
| -------------------------- | ----------------- | -------------- | ----------------- | ------------------ | ------------------- | ------------------------ | ------------------ | ----------------------------------------- |  |
| Hokkaido Consadole Sapporo | Lucas Fernandes   | Kim Gun-hee    | Milan Tučić       | Supachok Sarachat  |                     |                          |                    | Gu Sung-yun                               |  |
| Albirex Niigata            | Thomas Deng       | Danilo Gomes   | Gustavo Nescau    | Michael Fitzgerald | Kazuyoshi Shimabuku |                          |                    |                                           |  |
| Kashima Antlers            | Arthur Caíke      | Diego Pituca   | Kwoun Sun-tae     | Park Eui-jeong     | Blessing Eleke      |                          |                    | Kim Min-tae                               |  |
| Urawa Red Diamonds         | Alexander Scholz  | José Kanté     | Alex Schalk       | Bryan Linssen      | Marius Høibråten    | Ekanit Panya             |                    | David Moberg Karlsson                     |  |
| Kashiwa Reysol             | Bueno             | Diego          | Douglas           | Matheus Sávio      | Jay-Roy Grot        |                          |                    |                                           |  |
| FC Tokyo                   | Adaílton          | Diego Oliveira | Henrique Trevisan | Jajá Silva         | Pedro Perotti       | Jakub Słowik             |                    | Leandro                                   |  |
| Yokohama F. Marinos        | Anderson Lopes    | Eduardo        | Élber             | Yan Matheus        | Nam Tae-hee         |                          |                    | Marcos Júnior                             |  |
| Yokohama FC                | Caprini           | Gabriel        | Marcelo Ryan      | Mateus Moraes      | Yuri Lara           | Svend Brodersen          | Nguyễn Công Phượng | Saulo Mineiro                             |  |
| Kawasaki Frontale          | Jesiel            | João Schmidt   | Leandro Damião    | Marcinho           | Bafétimbi Gomis     | Jung Sung-ryong          |                    | Chanathip Songkrasin                      |  |
| Shonan Bellmare            | Kim Min-tae       | Song Bum-keun  | Tarik Elyounoussi |                    |                     |                          |                    | Mikel Agu                                 |  |
| Nagoya Grampus             | Mitchell Langerak | Thales         | Kasper Junker     |                    |                     |                          |                    | Mateus Castro Naldinho                    |  |
| Kyoto Sanga                | Patric            | Gu Sung-yun    | Warner Hahn       |                    |                     |                          |                    | Alan Cariús Paulinho Bóia Michael Woud    |  |
| Gamba Osaka                | Dawhan            | Juan Alano     | Aolin Zhang       | Neta Lavi          | Kwon Kyung-won      | Issam Jebali             |                    |                                           |  |
| Cerezo Osaka               | Jordy Croux       | Capixaba       | Léo Ceará         | Matej Jonjić       | Kim Jin-hyeon       | Yang Han-been            |                    |                                           |  |
| Vissel Kobe                | Jean Patric       | Lincoln        | Matheus Thuler    | Phelipe            | Bálint Vécsei       | Juan Mata                |                    | Stefan Mugoša Andrés Iniesta Sergi Samper |  |
| Sanfrecce Hiroshima        | Douglas Vieira    | Ezequiel       | Marcos Júnior     | Pieros Sotiriou    | Nassim Ben Khalifa  | Jelani Reshaun Sumiyoshi |                    |                                           |  |
| Avispa Fukuoka             | Douglas Grolli    | Lukian         | Wellington Tanque |                    |                     |                          |                    |                                           |  |
| Sagan Tosu                 | Teddy Akumu       | Hwang Seok-ho  | Koh Bong-jo       | Ueom Ye-hoon       |                     |                          |                    |                                           |  |

## Classificação
| Pos | Equipe              | Pts | J  | V  | E  | D  | GP | GC | SG  | Classificação                                             |
| --- | ------------------- | --- | -- | -- | -- | -- | -- | -- | --- | --------------------------------------------------------- |
| 1   | Vissel Kobe         | 71  | 34 | 21 | 8  | 5  | 60 | 29 | +31 | Fase de liga da Liga dos Campeões Elite da AFC de 2024–25 |
| 2   | Yokohama F. Marinos | 64  | 34 | 19 | 7  | 8  | 63 | 40 | +23 | Fase de liga da Liga dos Campeões Elite da AFC de 2024–25 |
| 3   | Sanfrecce Hiroshima | 58  | 34 | 17 | 7  | 10 | 42 | 28 | +14 | Fase de liga da Liga dos Campeões 2 da AFC de 2024–25     |
| 4   | Urawa Red Diamonds  | 57  | 34 | 15 | 12 | 7  | 42 | 27 | +15 |                                                           |
| 5   | Kashima Antlers     | 52  | 34 | 14 | 10 | 10 | 43 | 34 | +9  |                                                           |
| 6   | Nagoya Grampus      | 52  | 34 | 14 | 10 | 10 | 41 | 36 | +5  |                                                           |
| 7   | Avispa Fukuoka      | 51  | 34 | 15 | 6  | 13 | 37 | 43 | −6  |                                                           |
| 8   | Kawasaki Frontale   | 50  | 34 | 14 | 8  | 12 | 51 | 45 | +6  | Fase de liga da Liga dos Campeões Elite da AFC de 2024–25 |
| 9   | Cerezo Osaka        | 49  | 34 | 15 | 4  | 15 | 39 | 34 | +5  |                                                           |
| 10  | Albirex Niigata     | 45  | 34 | 11 | 12 | 11 | 36 | 40 | −4  |                                                           |
| 11  | FC Tokyo            | 43  | 34 | 12 | 7  | 15 | 42 | 46 | −4  |                                                           |
| 12  | Consadole Sapporo   | 40  | 34 | 10 | 10 | 14 | 56 | 61 | −5  |                                                           |
| 13  | Kyoto Sanga         | 40  | 34 | 12 | 4  | 18 | 40 | 45 | −5  |                                                           |
| 14  | Sagan Tosu          | 38  | 34 | 9  | 11 | 14 | 43 | 47 | −4  |                                                           |
| 15  | Shonan Bellmare     | 34  | 34 | 8  | 10 | 16 | 40 | 56 | −16 |                                                           |
| 16  | Gamba Osaka         | 34  | 34 | 9  | 7  | 18 | 38 | 61 | −23 |                                                           |
| 17  | Kashiwa Reysol      | 33  | 34 | 6  | 15 | 13 | 33 | 47 | −14 |                                                           |
| 18  | Yokohama FC         | 29  | 34 | 7  | 8  | 19 | 31 | 58 | −27 | Rebaixado para a J2 League de 2024                        |

1. 1 2  O Kawasaki Frontale se classificou para a fase de liga da Liga dos Campeões Elite graças ao título da Copa do Imperador de 2023.

### Desempenho por rodada
| Rodadas  | 1ª  | 2ª  | 3ª  | 4ª  | 5ª  | 6ª  | 7ª  | 8ª  | 9ª  | 10ª | 11ª | 12ª | 13ª | 14ª | 15ª | 16ª | 17ª |
| 1º Lugar | BEL | BEL | VIS | VIS | VIS | VIS | VIS | VIS | VIS | VIS | VIS | VIS | VIS | VIS | VIS | VIS | YOK |
| Rodadas  | 18ª | 19ª | 20ª | 21ª | 22ª | 23ª | 24ª | 25ª | 26ª | 27ª | 28ª | 29ª | 30ª | 31ª | 32ª | 33ª | 34ª |
| 1º Lugar | YOK | YOK | YOK | VIS | VIS | VIS | VIS | VIS | VIS | VIS | VIS | VIS | VIS | VIS | VIS | VIS | VIS |

### Resultados
| Mandante \ Visitante | ALB | ANT | AVI | BEL | CER | CON | YFM | KWF | GAM | GRA | KSA | RED | REY | SAG | SFR | TOK | VIS | YFC |
| -------------------- | --- | --- | --- | --- | --- | --- | --- | --- | --- | --- | --- | --- | --- | --- | --- | --- | --- | --- |
| Albirex Niigata      | —   | 0–2 | 3–2 | 2–2 | 1–0 | 2–2 | 2–1 | 1–0 | 1–3 | 1–3 | 1–3 | 1–1 | 0–0 | 1–1 | 2–0 | 0–0 | 0–1 | 3–1 |
| Kashima Antlers      | 2–0 | —   | 0–0 | 1–0 | 1–0 | 3–0 | 1–2 | 1–2 | 4–0 | 2–0 | 0–0 | 0–0 | 1–1 | 2–1 | 1–2 | 1–1 | 1–5 | 2–1 |
| Avispa Fukuoka       | 0–1 | 0–0 | —   | 2–1 | 2–1 | 2–1 | 0–4 | 1–3 | 1–2 | 1–0 | 2–1 | 0–0 | 1–0 | 0–0 | 0–1 | 1–0 | 0–3 | 2–0 |
| Shonan Bellmare      | 2–2 | 2–2 | 0–1 | —   | 0–2 | 2–4 | 1–1 | 0–2 | 4–1 | 2–1 | 0–2 | 0–1 | 1–2 | 0–6 | 1–0 | 0–1 | 1–1 | 2–2 |
| Cerezo Osaka         | 2–2 | 0–1 | 0–1 | 0–2 | —   | 2–3 | 2–1 | 3–0 | 1–0 | 3–1 | 0–1 | 2–0 | 1–0 | 2–1 | 0–1 | 0–1 | 2–1 | 2–0 |
| Consadole Sapporo    | 0–1 | 0–1 | 2–2 | 0–1 | 1–4 | —   | 2–0 | 3–4 | 4–0 | 1–2 | 2–1 | 0–2 | 1–2 | 1–1 | 0–0 | 5–1 | 1–3 | 2–1 |
| Yokohama F. Marinos  | 0–0 | 2–1 | 2–0 | 4–1 | 2–0 | 4–1 | —   | 0–1 | 2–1 | 1–1 | 4–1 | 2–0 | 4–3 | 1–1 | 1–1 | 2–1 | 0–2 | 5–0 |
| Kawasaki Frontale    | 2–3 | 3–0 | 4–2 | 1–1 | 0–0 | 2–2 | 1–2 | —   | 3–4 | 1–2 | 3–3 | 1–1 | 2–0 | 1–0 | 1–0 | 1–0 | 0–1 | 3–0 |
| Gamba Osaka          | 1–1 | 2–1 | 1–2 | 2–1 | 1–2 | 2–2 | 0–2 | 2–0 | —   | 0–1 | 1–0 | 1–3 | 3–1 | 1–1 | 0–1 | 3–1 | 0–1 | 1–1 |
| Nagoya Grampus       | 1–0 | 1–0 | 2–1 | 2–2 | 3–1 | 1–1 | 2–2 | 2–0 | 1–0 | —   | 1–0 | 0–0 | 1–1 | 1–1 | 2–1 | 0–0 | 2–2 | 1–1 |
| Kyoto Sanga          | 0–1 | 0–2 | 2–0 | 0–1 | 0–1 | 3–0 | 3–1 | 0–1 | 2–1 | 2–1 | —   | 0–2 | 0–1 | 2–3 | 1–0 | 2–0 | 0–3 | 2–1 |
| Urawa Red Diamonds   | 2–1 | 0–0 | 2–3 | 4–1 | 2–1 | 4–1 | 0–0 | 1–1 | 3–1 | 1–0 | 0–0 | —   | 2–0 | 0–2 | 2–1 | 0–0 | 1–2 | 1–1 |
| Kashiwa Reysol       | 0–0 | 1–0 | 1–3 | 1–1 | 1–1 | 4–5 | 2–0 | 1–1 | 2–2 | 0–3 | 1–1 | 0–3 | —   | 2–2 | 0–0 | 1–1 | 1–1 | 0–1 |
| Sagan Tosu           | 2–0 | 2–2 | 0–1 | 1–5 | 2–1 | 1–1 | 1–3 | 0–1 | 1–1 | 1–0 | 3–2 | 1–2 | 1–1 | —   | 0–2 | 1–0 | 0–1 | 1–3 |
| Sanfrecce Hiroshima  | 1–2 | 1–1 | 3–1 | 1–0 | 0–0 | 0–0 | 0–1 | 3–2 | 3–0 | 3–1 | 3–1 | 2–1 | 1–0 | 1–0 | —   | 1–2 | 2–0 | 1–1 |
| FC Tokyo             | 2–1 | 1–3 | 1–2 | 2–2 | 1–2 | 1–3 | 2–3 | 2–1 | 3–0 | 2–0 | 2–0 | 2–0 | 1–0 | 3–2 | 1–2 | —   | 2–2 | 3–1 |
| Vissel Kobe          | 0–0 | 3–1 | 1–0 | 2–0 | 1–0 | 1–1 | 2–3 | 2–2 | 4–0 | 2–1 | 2–1 | 0–1 | 1–1 | 2–1 | 2–0 | 3–2 | —   | 3–0 |
| Yokohama FC          | 1–0 | 1–3 | 1–1 | 0–1 | 0–1 | 1–4 | 4–1 | 2–1 | 0–0 | 0–1 | 1–4 | 0–0 | 1–2 | 1–2 | 0–3 | 1–0 | 2–0 | —   |

## Estatísticas

### Artilheiros
| Pos. | Jogador         | Clube               | Gols |
| ---- | --------------- | ------------------- | ---- |
| 1    | Anderson Lopes  | Yokohama F. Marinos | 22   |
| 1    | Yuya Osako      | Vissel Kobe         | 22   |
| 3    | Kasper Junker   | Nagoya Grampus      | 16   |
| 4    | Diego Oliveira  | FC Tokyo            | 15   |
| 5    | Mao Hosoya      | Kashiwa Reysol      | 14   |
| 5    | Yuma Suzuki     | Kashima Antlers     | 14   |
| 7    | Yuki Ohashi     | Shonan Bellmare     | 13   |
| 8    | Yuya Asano      | Consadole Sapporo   | 12   |
| 9    | Léo Ceará       | Cerezo Osaka        | 11   |
| 10   | Yoshinori Muto  | Vissel Kobe         | 10   |
| 10   | Yoichi Naganuma | Sagan Tosu          | 10   |
| 10   | Patric          | Kyoto Sanga         | 10   |
| 10   | Yuta Toyokawa   | Kyoto Sanga         | 10   |
| 10   | Yuya Yamagishi  | Avispa Fukuoka      | 10   |

### Hat-tricks
| Jogador        | Clube onde atuava | Clube que levou os gols | Placar  | Data                    | Ref.   |
| -------------- | ----------------- | ----------------------- | ------- | ----------------------- | ------ |
| Yuki Ohashi    | Shonan Bellmare   | Sagan Tosu              | 5–1 (V) | 18 de fevereiro de 2023 | [ 17 ] |
| Shuto Machino4 | Shonan Bellmare   | Gamba Osaka             | 4–1 (M) | 1 de abril de 2023      | [ 18 ] |
| Ryotaro Ito    | Albirex Niigata   | Avispa Fukuoka          | 3–2 (M) | 15 de abril de 2023     | [ 19 ] |
| Yuji Ono       | Sagan Tosu        | Shonan Bellmare         | 6–0 (V) | 24 de junho de 2023     | [ 20 ] |

Notes
- 4 Marcou gols
- (M) – Mandante
- (V) – Visitante

### Assistências
| Pos. | Jogador         | Clube               | Número de assistências |
| ---- | --------------- | ------------------- | ---------------------- |
| 1    | Élber           | Yokohama F. Marinos | 11                     |
| 1    | Yan Matheus     | Yokohama F. Marinos | 11                     |
| 3    | Yuta Higuchi    | Kashima Antlers     | 10                     |
| 3    | Yoshinori Muto  | Vissel Kobe         | 10                     |
| 3    | Matheus Sávio   | Kashiwa Reysol      | 10                     |
| 6    | Ryo Hatsuse     | Vissel Kobe         | 8                      |
| 6    | Yuya Osako      | Vissel Kobe         | 8                      |
| 8    | Kota Mizunuma   | Yokohama F. Marinos | 7                      |
| 9    | Adaílton        | FC Tokyo            | 6                      |
| 9    | Yasuto Wakizaka | Kawasaki Frontale   | 6                      |

### Clean sheets
| Pos. | Jogador           | Clube               | Número de clean sheets |
| ---- | ----------------- | ------------------- | ---------------------- |
| 1    | Tomoki Hayakawa   | Kashima Antlers     | 15                     |
| 1    | Shusaku Nishikawa | Urawa Red Diamonds  | 15                     |
| 3    | Daiya Maekawa     | Vissel Kobe         | 14                     |
| 4    | Keisuke Osako     | Sanfrecce Hiroshima | 13                     |
| 5    | Ryosuke Kojima    | Albirex Niigata     | 10                     |
| 5    | Mitchell Langerak | Nagoya Grampus      | 10                     |
| 5    | Masaaki Murakami  | Avispa Fukuoka      | 10                     |
| 8    | Kim Jin-hyeon     | Cerezo Osaka        | 7                      |
| 9    | Jun Ichimori      | Yokohama F. Marinos | 6                      |
| 9    | Jung Sung-ryong   | Kawasaki Frontale   | 6                      |
| 9    | Kenta Matsumoto   | Kashiwa Reysol      | 6                      |
| 9    | Park Il-gyu       | Sagan Tosu          | 6                      |
| 9    | Jakub Słowik      | FC Tokyo            | 6                      |

### Disciplina

#### Jogadores
- Mais cartões amarelos: 10[23][16]
  -  Takuma Arano (Hokkaido Consadole Sapporo)

- Mais cartões vermelhos: 2[24][16]
  -  José Kanté (Urawa Red Diamonds)
  -  Yoichi Naganuma (Sagan Tosu)
  -  Diego Pituca (Kashima Antlers)
  -  Yugo Tatsuta (Kashiwa Reysol)
  -  Hisashi Appiah Tawiah (Kyoto Sanga)

#### Clubes
- Mais cartões amarelos: 64[25]
  - FC Tokyo
- Mais cartões vermelhos: 6[26]
  - Kawasaki Frontale

## Premiação
| J-League de 2023                |
| ------------------------------- |
| Vissel Kobe Campeão (1º título) |